# Satoshi Matsuoka
Satoshi Matsuoka (* 1963) ist ein japanischer Informatiker und Computerarchitekt.
Matsuoka studierte Informatik an der Universität Tokio mit dem Bachelor-Abschluss 1986, dem Master-Abschluss 1988 und der Promotion 1993 (Dissertation Language Features for Extensibility and Re-use in Concurrent Object-Oriented Languages). Danach war er Assistant Professor an der Universität Tokio und ab 1996 Associate Professor und ab 2001 Professor am Tokyo Institute of Technology an dessen Global Scientific Information and Computing Center (GSIC). Außerdem war er 2003 bis 2013 Gastprofessor am nationalen Institut für Informatik in Tokio und ab 2012 Gastwissenschaftler am RIKEN Advanced Institute for Computational Science (AICS). Ab 2018 ist er Direktor des  RIKEN Center for Computational Science (R-CCS), das den Nachfolger des K computer entwickelt.
Er ist der Hauptentwickler der Tsubame Reihe von Supercomputern am GSIC. Der erste der Reihe ging 2006 in Betrieb und war mit 85 Teraflops Leistung damals für anderthalb Jahre der leistungsfähigste Computer in Japan und Asien. Der 2008 vorgestellte Nachfolger (Tsubame 1.2) war der erste Supercomputer mit Grafikprozessoren (und die Computer der Reihe erhielten auch hohe Rankings wegen ihrer Energieeffizienz) und Tsubame 2.0 von 2010 erreichte den vierten Platz in der internationalen Leistungsbewertung von Supercomputern (Top 500, im November 2010) und als erster Computer in Japan Petaflop-Leistung. Die Version 3.0 von 2017 erreichte schon über 8000 Teraflops. Er leitet in Japan mehrere Supercomputer-Projekte an vorderster technologischer Front.
Er entwickelt Systemsoftware für große Supercomputer (wie Grid-Computing)  und in jüngster Zeit für Künstliche Intelligenz und Big Data bei Hochleistungsrechnern (Extreme Big Data Projekt).
2014 erhielt er den Sidney Fernbach Award  für seine Arbeit an Softwaresystemen für Hochleistungsrechner auf fortgeschrittenen Infrastruktur-Plattformen, großen Supercomputern und heterogenen GPU/CPU-Supercomputern (Laudatio). 2011 erhielt er den Gordon Bell Prize und wurde Fellow der Association for Computing Machinery (ACM). 1999 erhielt er den Sakai Award der Information Processing Society of Japan und 2005 den Preis der Japan Society for the Promotion of Science. Seit 2016 ist er Fellow des AI Research Center (AIRC) in Japan. 2013 leitete er das Programmkomitee für die ACM/IEEE Supercomputing Conference (SC13). 2022 wurde Matsuoka mit dem Seymour Cray Computer Engineering Award ausgezeichnet.
Als Student entwickelte er Videospiele (Pinball, Rollerball mit Satoru Iwata).